# Пачаманка

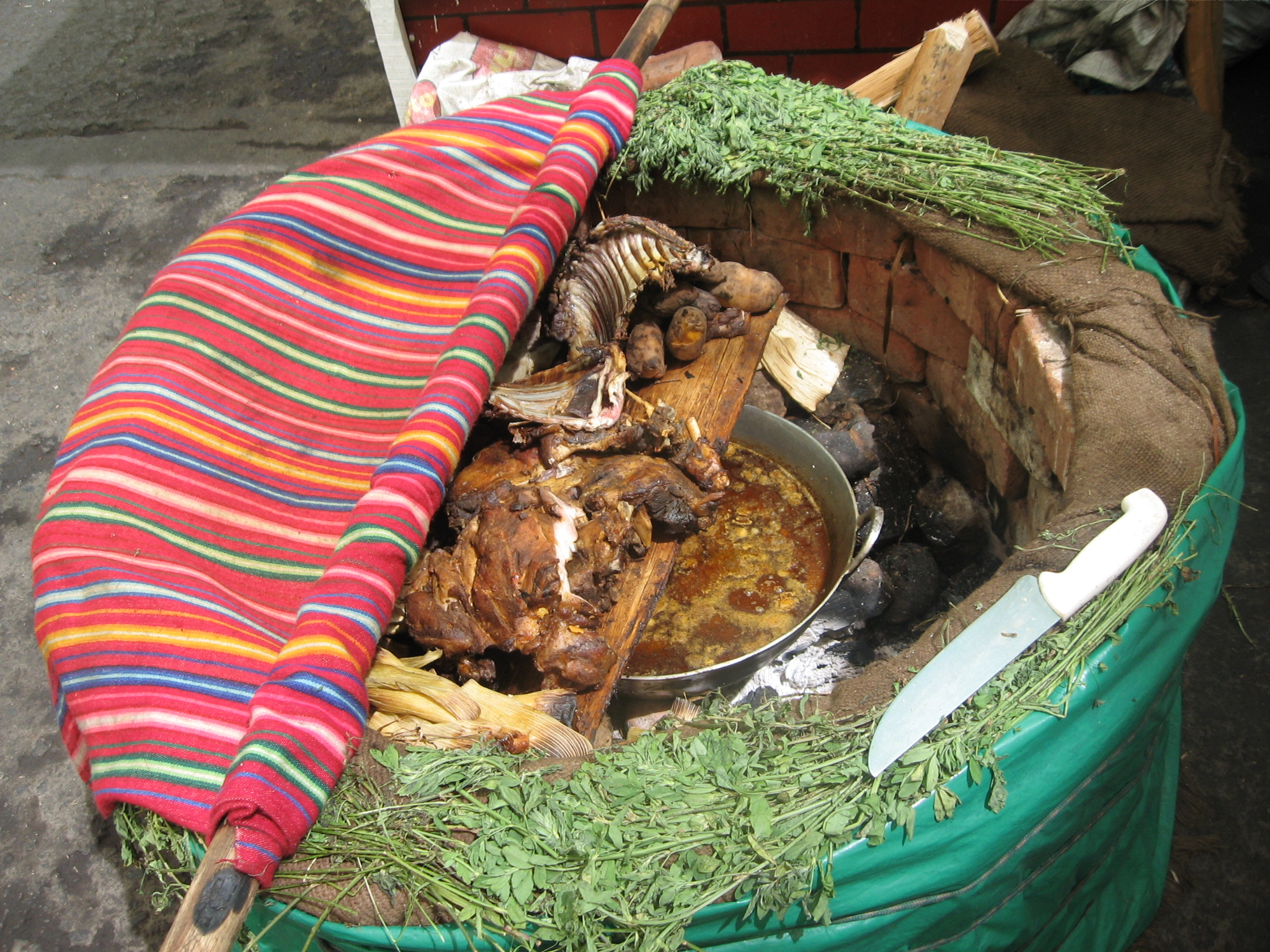
Пачаманка

Пачаманка (від кечуа pacha «земля», manka «горщик») — традиційна перуанська страва, яка печеться за допомогою розпечених каменів. Глиняна піч відома як хуатія. Зазвичай її готують із ягнятини, баранини, альпаки, лами, гуанако, вікуньї, свинини, яловичини, курки або морської свинки, мариновані в травах і спеціях. Інші андські продукти, такі як картопля або чунйьо (натурально ліофілізована картопля), хабас (свіжа зелена квасоля місяцеподібна в стручках), солодка картопля, масуа, ока, ульюко, маніок, якон, подорожник, уміта (кукурудзяні коржі), качани кукурудзи та чилі часто додаються до випічки.
Страву переважно готують у центральних перуанських Андах у трьох регіонах: 1) у верхній частині долини Уайяґа, в околицях Уануко та Паско, де її готують зі свинини та приправляють чинчо та уакатай, двома місцевими травами; 2) у долині Мантаро та сусідніх районах навколо міст Уанкайо, Тарма та Хауя використовують баранину та інші приправи; 3) у кількох місцях департаменту Аякучо. У перуанській Амазонії, південних і північних Андах і здебільшого пустельному узбережжі ця страва є незвичайною через відсутність дров або типу каменів, необхідних без вмісту сірки. М'ясо загортають у листя мармакилья або шинчо перед тим, як помістити в таку земляну піч.
Ця важлива частина перуанської кухні, яка існувала з часів імперії інків, з часом еволюціонувала, і її споживання зараз широко поширене на території сучасного Перу, де регіональні варіації з'явилися в технічному процесі виробництва, але не в інгредієнтах. або їх випічка. Важливо відзначити, що приготування не тільки не обмежується Перу, але також існує з мінімальними варіантами в інших країнах Анд, наприклад, в Еквадорі.

## Підготовка
| Heating of stones | Placing of meat on the fire | Burial | Uncovering |

Приготування починається з розігрівання каменів на вогні, а потім зверху викладається м'ясо. Вогонь засипають травою і землею, а отриману піч відкривають приблизно через дві години. Зазвичай готують велику кількість м'яса, можливо, цілу вівцю, щоб подати кільком людям.